# Christian Eboulé
Christian Eboulé est un journaliste et écrivain camerounais. Spécialiste des questions africaines, il exerce comme modérateur lors de conférences consacrées à l'Afrique. Dans son roman intitulé Le Testament de Charles, il assume un devoir de mémoire vis-à-vis des tirailleurs africains oubliés, notamment le capitaine Charles N'Tchoréré.

## Biographie

### Carrière journalistique
Christian Eboulé officie comme journaliste à TV5 Monde. Il y débute comme comptable avant d'embrasser la carrière journalistique. Depuis 2003, il est à l'origine de plusieurs reportages en plateau et sur le terrain. Il intervient comme chroniqueur ou éditorialiste lors d'émissions télévisées dédiés à des sujets politiques ou socioculturels africains,. C'est ainsi qu'il fait découvrir aux téléspectateurs et internautes une anthologie consacrée à la poésie de l'auteur congolais Gabriel Okoundji. En 2013, en analysant les photographies de l'artiste Héctor Mediavilla, il présente au public différentes dimensions de la Société des ambianceurs et des personnes élégantes (SAPE) en Afrique.
En 2016, il décrypte la discrimination anti-noirs dans la société mauritanienne en raison de l'esclavage devenu une pratique traditionnelle. En 2017, il observe les mouvements citoyens africains portés par une jeunesse en quête de changement, à l'instar du mouvement sénégalais Y en a marre. En 2024, il fait une rétrospective de la vie de l'intellectuel camerounais Lionel Manga. Lors de la célébration des 25 ans de la collection Continents noirs, il apporte ses lumières sur la naissance et l'évolution de cette série de publications des éditions Gallimard. Avec le journaliste français Frantz Vaillant, il met en lumière des icônes de la littérature africaine dans le cadre de la série documentaire "Encre noire et page blanche".

### Carrière littéraire
Le 14 septembre 2024, il exprime son engagement pour le parachèvement du travail mémoriel en France avec la parution de son premier roman, Le Testament de Charles. Ce livre constitue un hommage à l'officier Charles N'Tchoréré (1896-1940) dont lui ont parlé de jeunes Gabonais en 2008. Originaire du Gabon, ce militaire naturalisé français obtient le grade de capitaine, le plus élevé pour un Africain dans l'armée française. Il prend part à la Première Guerre mondiale ainsi qu'à la Seconde Guerre mondiale. Abattu d'une balle dans la tête et privé de sépulture par la Wehrmacht à Airaines dans le nord de la France le 7 juin 1940, le capitaine N'Tchoréré est un symbole du sacrifice des soldats africains tombés pour la France,. Marcel Robert Tchoreret, le neveu du capitaine Charles N'Tchoréré, a érigé une fondation éponyme en l'honneur de son illustre parent. Il confie à Christian Eboulé de précieuses archives et la mission de perpétuer la mémoire du capitaine. La France et le Gabon rendent hommage au capitaine Charles N’Tchoréré.

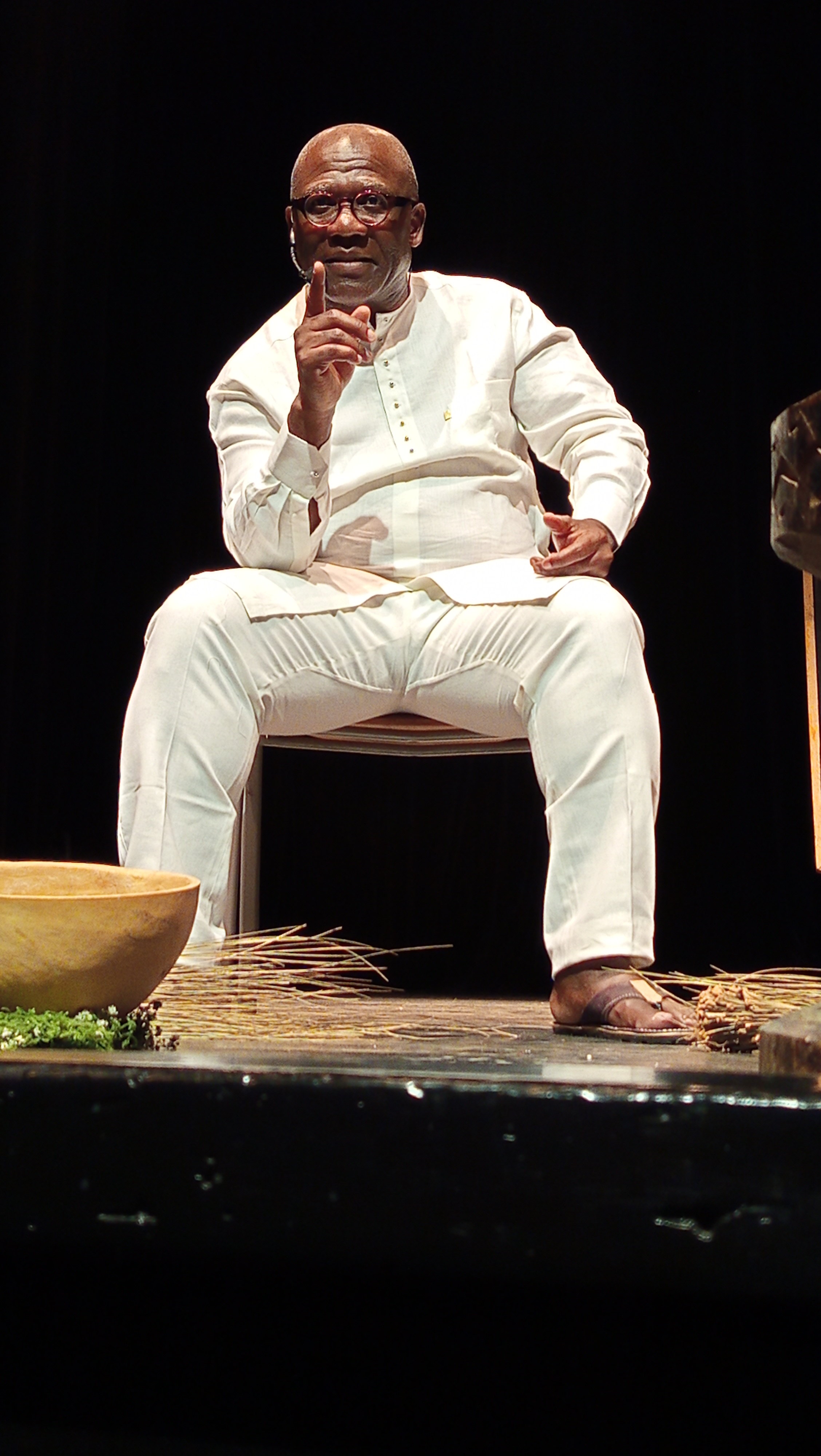
Christian Eboulé en mars 2025 à la salle de spectacle de l'Institut Français du Cameroun, site de Douala

Dans son roman, Christian Eboulé le renomme Charles Ntchongwè. Le récit est fait à la première personne et retrace le combat du personnage principal écartelé entre préservation du trésor culturel ancestral et choix de l'assimilation jusqu'au sacrifice suprême face aux troupes Nazis. La colonisation est ainsi vécue comme une aventure ambiguë à la manière de celle dépeinte par Cheikh Hamidou Kane. L'auteur camerounais à travers les paroles du sage Okili, grand-père du capitaine Charles dans l’œuvre, met en garde les lecteurs contre la tentation de dupliquer les sociétés africaines sur le modèle occidental qui a éradiqué plusieurs civilisations sur le continent. L'enjeu serait plutôt de bâtir un nouveau modèle de société sur les restes des héritages ancestraux,. Le roman de Christian Eboulé représente ainsi une interpellation à une réflexion sur l'identité et la mémoire collective pour que nous ne perdions plus le sens de notre propre histoire,. Les injustices vécues par les troupes africaines lors des deux grands conflits mondiaux pour le salut de la France et le manque de reconnaissance due à ces anciens combattants sont dénoncés par l'auteur.
Christian Eboulé reçoit le Prix Afrique du roman historique au Salon du Livre Africain de Paris,. Les éditions Afrédit basées au Cameroun rachètent les droits français de ce livre pour le faire circuler plus aisément dans une dizaine de pays d'Afrique francophone comme lors du 7ème Café littéraire de la Caisse Nationale de Prévoyance Sociale (CNPS) à Yaoundé. Une pièce de théâtre inspirée de ce roman est présentée par les étudiants de l'université Omar-Bongo après une conférence à l'Institut Français du Gabon à Libreville,. A l'Institut Français du Cameroun, un café littéraire et une lecture spectacle de son roman ont lieu avec les prestations de l'écrivaine, metteuse en scène Hermine Yollo et de la chanteuse Forbin Audrey.

## Distinctions
- Prix Afrique du roman historique au Salon du Livre Africain de Paris[32]